# Chiesa di San Pier Celoro

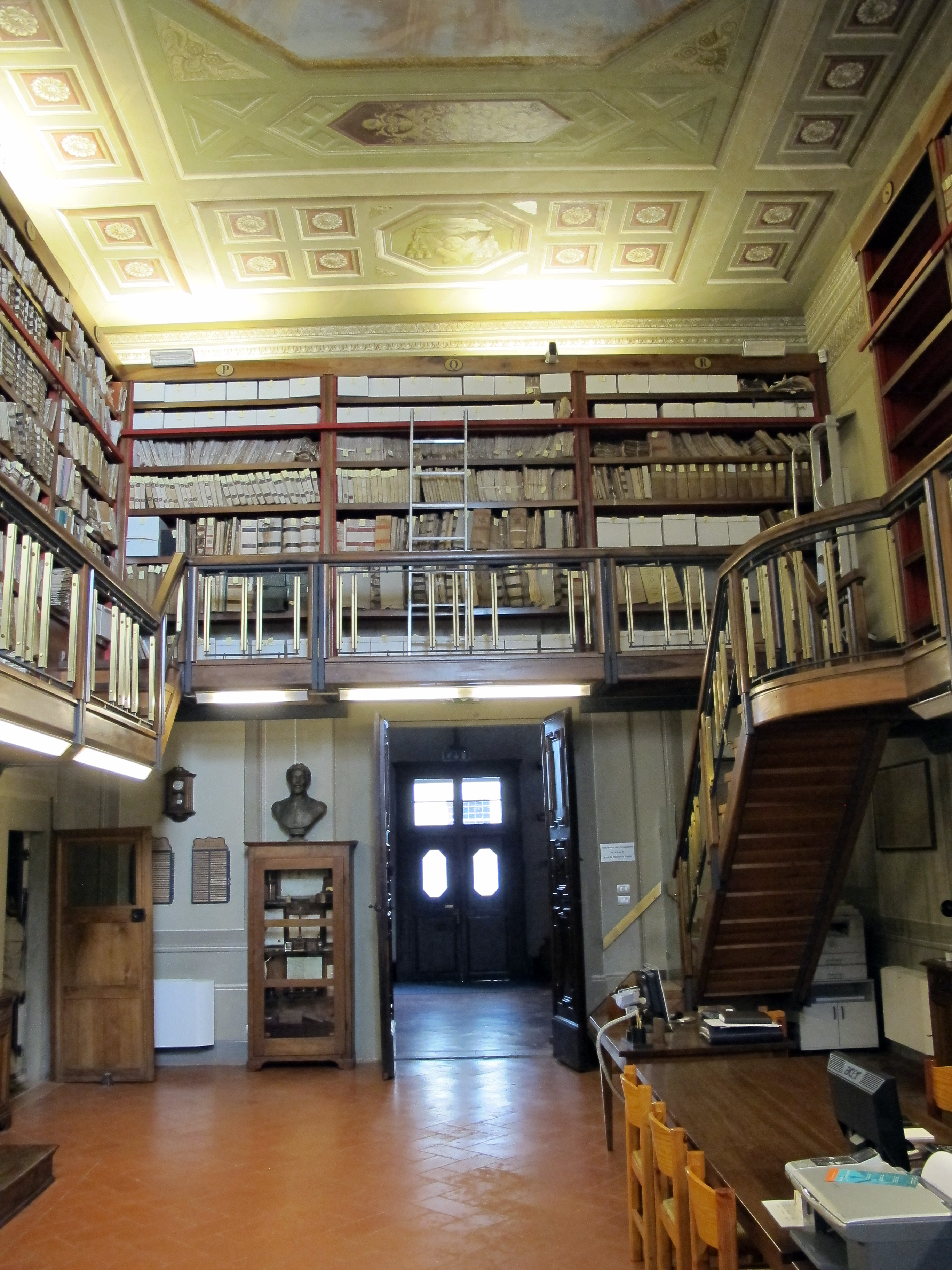
Interno del palazzo

La chiesa di San Pier Celoro è un edificio religioso sconsacrato di Firenze, situato nella piazza del Capitolo, nei pressi di piazza del Duomo. Già sede del Capitolo dei Canonici di Santa Maria del Fiore (o più semplicemente il Capitolo Fiorentino), oggi ospita l'Archivio capitolare.

## Storia e descrizione
Qui esisteva l'antica chiesa parrocchiale di San Pietro in Celoro o Ciel d'oro (o anche San Pier Celoro), risalente all'epoca longobarda. Una prima menzione della chiesa, risalente al 9 aprile 962, è riportata dal Muratori e si riferisce a una conferma del possesso dell'omonima basilica pavese della chiesetta fiorentina, firmata dall'imperatore Ottone I. Dedicata a un oscuro beato Pietro, nel 996, in un documento firmato da Ottone II è descritta come dotata di una corte, una casa con solaio e due orti con altre pertinenze. Il possesso del monastero ticinese è confermato ancora nel 1081 e dal 1032 si riscontra la denominazione in coelum aureo, storpiato poi nell'uso popolare come "in celoro", come risulta attestato già in un catalogo vaticano datato 1275.
Fu tra le trentasei primitive parrocchie di Firenze e nel 1448, vista la vicinanza alla cattedrale fiorentina, venne soppressa da Niccolò V, riducendola a semplice "benefizio" che il Comune poteva demolire o destinare a centro di studi (archivio e biblioteca), come di fatto avvenne.
Questa "casa per la sapienza", come è scritto in latino sopra il portale dell'edificio, fu poi utilizzata sin dal 1680 per le riunioni del Capitolo del Duomo fiorentino (del quale spicca sull'architrave lo stemma col cherubino, sormontato dal cappello vescovile con le nappe) e come archivio dei canonici. I libri della biblioteca passarono prima all'Opera del Duomo e nel 1778 la raccolta di manoscritti ed incunaboli fu trasferita alla Biblioteca Medicea Laurenziana ed i volumi stampati alla Magliabechiana.
L'iscrizione sul fregio sulla porta d'ingresso ricorda la pregevoli raccolte che ivi si conservavano: «SAPIENTIA AEDIFICAVIT SIBI DOMVS».
Una targa in latino sulla facciata ricorda inoltre la visita al capitolo di papa Pio VII, il 1º giugno 1815, di sosta durante il ritorno da Genova dove si era recato per trattare la pace dell'Italia.
| PIVS.VII.P.O.M. KALEND.IVN. A.R.S.MDCCCXV. PACE.RESTITVTA.E.LIGVRIA.VRBEM.REDVX HOSTIAM.INCRVENTAM.OMNIPOTENTI.DEO IN.MAIORE.FLORENTINORVM.TEMPLO.CONSECRAVIT ET.S.R.E.CARDINALIVM EPISCOPORVM.PRAESVLVM.CORONA REGIO.FAMVLATV.POPVLOQ.GESTIENTE.CIRCVMDATVS HANC.AEDEM.CAPITVLAREM.PRAESENTIA.SVA.IMPLEVIT CANONICOS.AC.VNIVERSVM.CLERVM OSCVLO.DATO.PERAMANTER.EXCEPIT MVNERIBVS.SACRIS.DITAVIT. NE.TANTI.HONORIS.ET.BENEFICI.MEMORIA.PERIRET DECRETO.SANCITVM.L.P. |

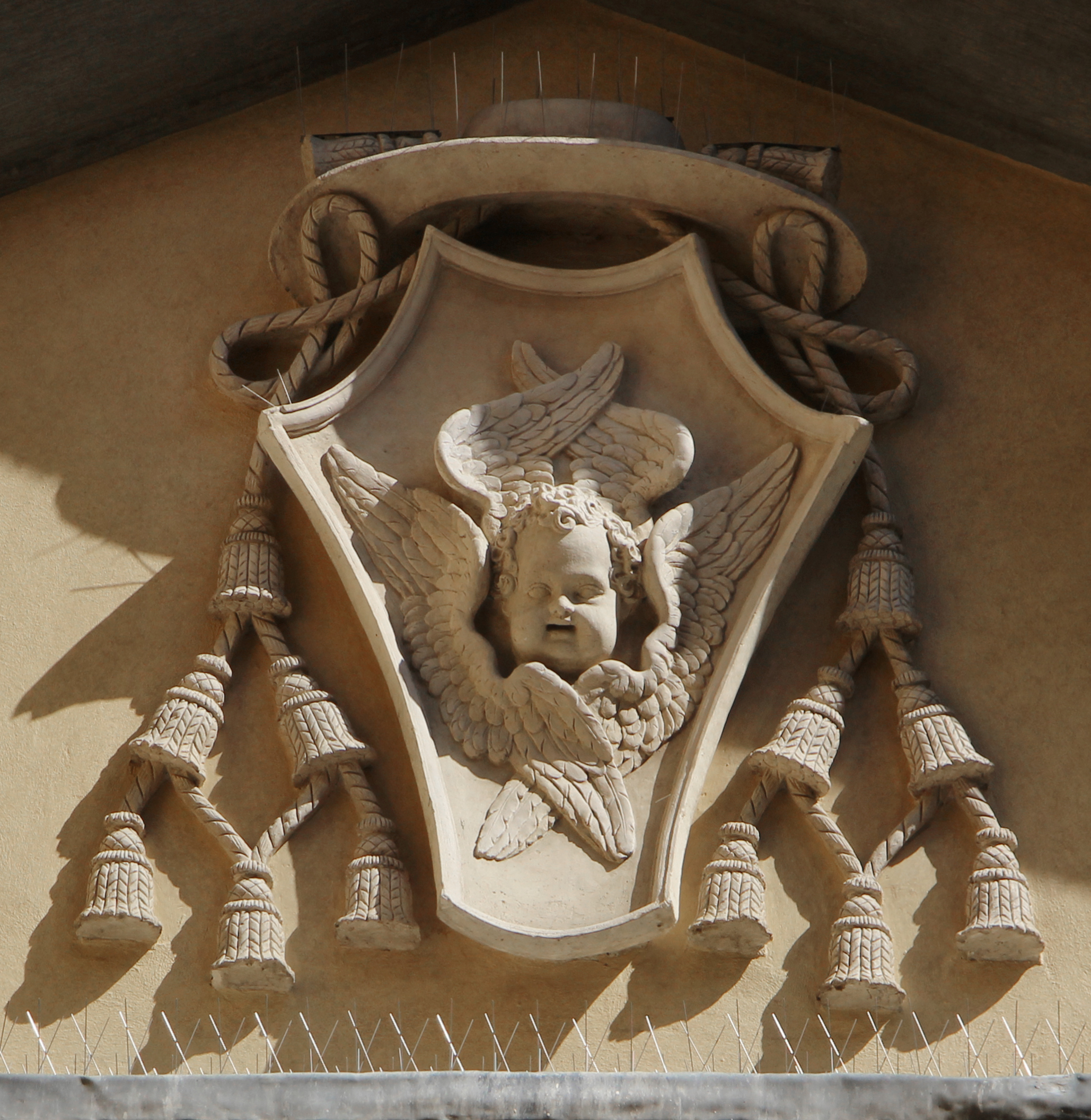
Stemma del Capitolo Fiorentino

Per esteso sarebbe: «Pius VII Pontifex Optimus Maximus kalendis iuniis anno reparatae salutis MDCCCXV, pace restituta ex Liguria Urbem redux, hostiam incruenta Omnipotenti Deo in maiore Florentinorum templo consecravit et Sanctae Romanae Ecclesiae cardinalium episcoporum praesulum corona, regio famulatu populoque gestiente circumdatus, hanc aedem Capitularem praesentia sua implevit canonicos ac universus clerum osculo dato peramanter excepit, muneribus sacris ditavit. Ne tanti honoris et benefici memoria periret, decreto sancitum lapidem ponere». Traduzione: «Pio VII Pontefice Ottimo Massimo, il 1º giugno 1815, tornando a Roma dalla Liguria, una volta ristabilita la pace, consacrò a Dio Onnipotente l'ostia incruenta nel maggior tempio fiorentino e, circondato da una corona di cardinali di Santa Romana Chiesa, di vescovi e di prelati, nonché dal ceto nobile e dal popolo festante, onorò della sua presenza questa casa del Capitolo, ricevette con grande benevolenza a dargli il bacio [del piede] i canonici e tutto il clero e lo arricchì di sacri doni. Affinché non si perdesse il ricordo di un sì grande onore e beneficio, fu stabilito per decreto di porre questa lapide».
Il repertorio Bargellini-Guarnieri riporta anche la presenza di una lapide oggi non più visibile. Vi era scritto: «Rifondata l'anno 1681 - Restaur. 1877».